# Xian de Xishui (Guizhou)
Pour les articles homonymes, voir Xishui.
Le xian de Xishui (习水县 ; pinyin : Xíshuǐ Xiàn) est un district administratif du centre de la province du Guizhou en Chine. Il est placé sous la juridiction de la ville-préfecture de Zunyi.

## Démographie
La population du district était de 642 005 habitants en 1999.

## Transports
Depuis 2020, le pont Chajiaotan sur la Chishui relie le xian de Xishui dans le Guizhou au xian de Gulin dans le Sichuan. Il appartient à l'autoroute GuYi (S80),.